# Strömbacka kapell
Strömbacka kapell är en kyrkobyggnad i Strömbacka i Hudiksvalls kommun. Den tillhör Bjuråker-Norrbo församling i Uppsala stift.

## Kyrkobyggnad
Kapellet uppfördes 1842 för att användas av arbetare vid Strömbacka Bruk. Det färdigställdes helt 1864 men redan 1835 hade brukets patronen Per Adolf Tamm bestämt att ett "bönehus" skulle uppföras. Detta byggdes sedan till med vapenhus och torn i öster. I övrigt en salkyrka i nyklassisistisk stil, helt byggd i trä och med spåntak. Kapellet saknar kyrkklockor men har istället två stora järntrianglar som man slår på med en träklubba
Kapellet restaurerades 1955-56 och återinvigdes då av ärkebiskop Erling Eidem. I samband med restaureringen fick kapellet sin nuvarande färgsättning med grått i olika nyanser. Då installerades även eluppvärmning och belysning. Då flyttades altarringen fram och den bakomvarande predikstolen flyttades till ena långsidan
Orgeln på läktaren invigdes 1957. Den är mekanisk och har tidigare varit kororgel i Engelbrektskyrkan i Stockholm.